# أليخاندرو كروز هرنانديز
أليخاندرو كروز هرنانديز (بالإسبانية: Alejandro Cruz Hernández)‏ (31 أكتوبر 1986 بإل بويرتو دي سانتا ماريا في إسبانيا - ) هو لاعب كرة قدم إسباني في مركز الدفاع. لعب مع أتليتيكو بالياريس وخيمناستيك طركونة وراسينغ كلوب بورتوينسي وريال خاين ونادي ديبورتيفو طليطلة ونادي ياغوستيرا وCF Atlético Ciudad ‏ ونادي قادش ب ‏ وريال أفيليس ‏ وLucena CF ‏.

## وصلات خارجية
- أليخاندرو كروز هرنانديز على موقع قاعدة بيانات كرة القدم.إي يو (الإنجليزية)
- أليخاندرو كروز هرنانديز على موقع Soccerway.com (الإنجليزية)
- أليخاندرو كروز هرنانديز على موقع AS.com (الإسبانية)